# Ode aan Jim Reeves
Ode aan Jim Reeves is een single van The Rodeo Riders met gesproken tekst van Cowboy Gerard. Het werd samen uitgebracht met Het spel kaarten van Cowboy Gerard en The Rodeo Riders. Voor de Ode aan Jim Reeves gebruikte Gerard de Vries (werkelijke naam van Cowboy Gerard) een aantal liedjes gezongen door Jim Reeves (in 1964 overleden) en maakte daar een verhaal bij. Het label DS 1129 vermeldt de volgende bronliederen:
- He'll have to go van Joe en Audrey Allison
- I won't forget you van Harlan Howard
- Oh, how I miss you tonight van Benny Davis, Joe Burke en Mark Fisher
- Adios amigo van Ralph Freed en Jerry Livingstone.

Het label meldt dat de zang verzorgd werd door Dick Kreuning.
De B-kant werd gevuld met The girl I used to know, een foutieve weergave van A girl I used to know van Jack Clement, eerder gezongen door onder andere George Jones.

## Hitnotering
Het spel kaarten werd een grote hit, de Ode aan Jim Reeves bleef steken op slechts een week notering.

### Nederlandse Top 40
| Week: | 1 |  | 39 | uit |